# 624 Гектор
624 Гектор (624 Hektor) — троянець Юпітера, відкритий 10 лютого 1907 року Августом Копфом у Гейдельберзі.
Тіссеранів параметр щодо Юпітера — 2,899.